# Црква Светог пророка Илије у Шетићима
Црква Светог пророка Илије у Шетићима припада Епархији зворнчко-тузланској Српске православне цркве. Црква се налази у Шетићима, општина Зворник, Република Српска, Босна и херцеговина. Шетићка парохија основана је 15. маја 1975. године. Парохију чине села: Шетићи, Бошковићи, Петковци и Малешић.
Храм је димензија 17 х 9,25 метара. Градња храма завршена је 1972. године. Храм је освештао 8. септембра 1974. године епископ зворничко-тузлански Лонгин Томић. У изградњи овог храма највише је учествовало околно муслиманско становништво. Храм је обновљен 1997. године, а тада је дозидан и звоник. Иконостас од храстовине израдио је јереј Мирко Жеравић, који је живописао и иконе на иконостасу. Дио храма живописао је Гојко Ристановић из Београда.
Парохијске матичне књиге воде се од 1975. године.